# حاجي أباد (إقليد)
حاجي أباد (بالفارسية: حاجی‌آباد) هي قرية تقع في Sedeh District في إيران. يقدر عدد سكانها بـ 374 نسمة.